# August von Schack

Franz Krüger (zug.): August von Schack

August Wilhelm von Schack (* 6. Mai 1793 in Berlin; † 24. Mai 1864 ebenda) war ein preußischer Generalmajor und erster Adjutant des Prinzen Wilhelm von Preußen.

## Leben

### Herkunft
Er entstammt dem Müssener Zweig des lüneburgisch-uradeligen Geschlechts der Herren von Schack. Er war der Sohn des preußischen Generalmajors Wilhelm Georg von Schack (1752–1827) und dessen Ehefrau Auguste Elisabeth Henriette, geborene von Borcke (1764–1830). Seine Brüder waren der Generalmajor Wilhelm von Schack, der General der Infanterie und Herr auf Stechau Hans Wilhelm von Schack (1791–1866) und der Generalmajor Ferdinand von Schack (1787–1846). Seine Schwager waren der Generalmajor Florian von Seydlitz (1777–1832) und der Hofmarschall des Prinzen Wilhelm von Preußen Hans Karl Dietrich von Rochow (1791–1857). Sein Vetter war Johann Georg Emil von Brause.

### Militärkarriere
Schack kam am 1. Juni 1803 als Kadett nach Berlin, musste aber nach dem verlorenen Krieg von 1806 am 28. Januar 1810 zunächst zu seinem Vater zurück. Am 18. Februar 1813 trat er als Freiwilliger in das 1. Jäger-Bataillon der Preußischen Armee und wurde am 11. Juli 1813 Sekondeleutnant. Während der Befreiungskriege kämpfte Schack bei den Belagerungen von Spandau und Wittenberg sowie in den Schlachten von Großbeeren, Dennewitz, Leipzig, Laon und den Gefechten bei Hoyerswerda und Treppin. Ferner war er am Sturm auf Doesburg und Arnheim beteiligt, bei letzterem wurde er verwundet. Danach kämpfte er in den Gefechten von Hoogstraten und Compiègne. Für Compiègne erhielt er das Eiserne Kreuz II. Klasse.
Nach dem Krieg wurde er am 14. April 1816 in das Garde-Jäger-Bataillon versetzt. Am 6. März 1817 kam er als Adjutant zur Garnisonsbrigade nach Mainz. Am 30. März 1818 wurde er als Premierleutnant in die Adjutantur versetzt und als Adjutant der Garnisonsbrigaden in Mainz und Luxemburg verwendet. Von dort wurde er am 30. März 1820 als Adjutant zur 2. Garde-Division versetzt sowie am 30. März 1834 zum Hauptmann befördert. Als erster Adjutant kam Schack am 30. März 1836 zum Prinzen Wilhelm von Preußen. Am 18. April 1836 wurde er Major und am 10. Oktober 1839 in den Johanniterorden aufgenommen. Schack erhielt am 24. Dezember 1839 das Ritterkreuz des Leopold-Ordens. Am 31. März 1846 stieg er zum Oberstleutnant auf und wurde am 19. April 1849 Oberst. Für seine Tätigkeit erhielt Schack am 12. Oktober 1849 den Roten Adlerorden III. Klasse mit Schleife. Am 13. November 1851 wurde er mit Pension zunächst zur Disposition gestellt. Seinen Abschied erhielt er am 11. Februar 1854 als Generalmajor. Am 4. März 1858 wurde er wieder zur Disposition gestellt. Schack wurde nach seinem Tod am 27. Mai 1864 auf dem Alten Garnisonfriedhof beigesetzt.

### Familie
Er heiratete am 6. Mai 1825 in Berlin Wilhelmine Freiin von Forstner (1802–1875). Das Paar hatte vier Söhne und fünf Töchter, darunter:
- Adolf (1829–1897) ⚭ 1885 Nadjeschda Feodorowna Bjolin-Kolosoffskaja (* 1856)
- Waldemar (1839–1870) ⚭ 1862 Helene Freiin von Lyncker (1842–1904), Tochter des preußischen Generalmajors Heinrich von Lyncker
- Anna (1837–1911) ⚭ 10. August 1855 Friedrich von Forstner (1822–1869), preußischer Regierungsrat[1][2]
- Wilhelmine Auguste (1826–1853)[3] ⚭ 14. Februar 1852 Friedrich von Forstner[1]